# Феликс (ТВ серија)
Феликс је српска ТВ серија из 2021. године.
Серија је настала по мотивима истоименог популарног романа Владимира Кецмановића. Током 2021. се премијерно емитовала на каналу Курир ТВ.

## Радња
Ово је прича о бившем преваранту Симеону Ракићу, званом Феликс.
Пензионер, који је дао оглас за размену стана, обилази неколико станова у другим градовима.
Од сваког човека коме је најавио посету тражи новац за пут.
Тако Симеон преживљава из дана у дан, али заборављени грех из прошлости одредиће његову судбину.
Током једне наизглед обичне ноћи, Феликсу у стан прво долази ванбрачни син Драган пореклом из Србије а касније за њим се појављује и други ванбрачни син Момир пореклом из Црне Горе, као и мистериозна наследница стана Марина.

## Улоге

### Главне улоге
| Глумац            | Улога     |
| ----------------- | --------- |
| Тихомир Станић    | Симеон    |
| Петар Божовић     | Алимпије  |
| Тања Бошковић     | Хермина   |
| Даница Максимовић | Марина    |
| Страхиња Блажић   | Драган    |
| Јован Мијовић     | Момир     |
| Бојан Хлишћ       | Миладин   |
| Наташа Остојић    | Мaртинела |

### Споредне улоге
| Глумац                | Улога                   |
| --------------------- | ----------------------- |
| Игор Ђорђевић         | отмичар                 |
| Владимир Кецмановић   | муштерија               |
| Владан Гајовић        | Миле Ливада             |
| Никола Дрмончић       | Миленко Симић           |
| Славиша Павловић      | муштерија               |
| Владимир Јоцовић      | комшија Миленка Симића  |
| Душан Петковић        | Срђа Паликућа           |
| Микица Петронијевић   | Јагодинац               |
| Ђорђе Ерчевић         | поштар                  |
| Мира Бањац            | баба Ковиљка            |
| Зорана Бећић          | судија                  |
| Немања Вановић        | Панта                   |
| Томислав Трифуновић   | деда Симеон             |
| Нела Михаиловић       | Момирова мајка          |
| Ерол Кадић            | Јовица Ракић            |
| Радоје Чупић          | Жакула                  |
| Маја Илић             | секретарица у суду      |
| Бранислав Зеремски    | Миланче                 |
| Моника Ромић          | Драганова мајка         |
| Јована Радосављевић   | девојка                 |
| Иван Томашевић        | Миленко Филиповић       |
| Ана Ђорђевић          | Јелена                  |
| Драган Николић        | директор дома           |
| Шћепан Вујисић        | матичар                 |
| Милена Павловић       | Спасенија Крстановић    |
| Предраг Смиљковић     | Воја                    |
| Саво Радовић          | Жоћа                    |
| Дејан Цицмиловић      | Зоран Томић             |
| Марко Миливојев       | Пера превара            |
| Петар Митић           | професор Кастратовић    |
| Јована Крстић         | Јасна Бјелић            |
| Гордана Јовић         | Биљана Тешић            |
| Нађа Кљајић           | Ксенија                 |
| Мирко Марковић        | Радомировић             |
| Тамара Милошевић      | Невена                  |
| Ивица Тодоровић       | мајстор                 |
| Душан Милошевић       | Петковић                |
| Светлана Сретеновић   | Љубица Томић            |
| Маја Шаренац          | грофица Удовички        |
| Радоја Чанчаревић     | инспектор               |
| Предраг Коларевић     | Живојин                 |
| Дејан Стојиљковић     | Смиљко                  |
| Анета Томашевић       | Бранка                  |
| Владимир Керкез       | службеник               |
| Дејан Гоцић           | отац Сава               |
| Стефан Ђоковић        | електричар              |
| Милан Регодић         | полицајац               |
| Вања Лазин            | Иван Марковић           |
| Драган Божић          | Нинко                   |
| Ненад Стојменовић     | Славко Петровић         |
| Миодраг Стојановић    | купац икона             |
| Ненад Савић           | Бранкин брат            |
| Нинослав Ћулум        | Јово Тепавица           |
| Љубиша Милишић        | Маринин адвокат         |
| Тамара Кукић          | комшиница               |
| Александар Трнчић     | Рајко Бјелић            |
| Дарко Станојевић      | професор српског језика |
| Бојана Илић           | девојка у кафићу        |
| Тамара Игњатовић      | млада                   |
| Душан Лекић           | Горан Томић             |
| Аља                   | Кинескиња               |
| Александар Стојановић | власник пицерије        |
| Миливоје Станимировић | Роберт                  |
| Кристијан Марковић    | трговац псима           |
| Владимир Цвејић       | комшија                 |
| Маја Колунџија        | Милена Стојановић       |
| Душан Радовић         | Чедомир Кукић           |
| Александар Милковић   | муштерија               |
| Душан Петковић        | Срђа паликућа           |
| Татјана Поповић       | Виолета                 |
| Лука Бакић            | достављач хране         |
| Радослав Митровић     | комшија 2               |
| Бојан Крстеканић      | Родољуб                 |
| Саша Станковић        | мајстор 1               |
| Петар Миличевић       | купац                   |
| Владан Јаковљевић     | мајстор 2               |